# Чулада, Ионас Винцович
Ионас Винцович Чулада — советский хозяйственный, государственный и политический деятель.

## Биография
Родился в 1904 году в деревне Папарчяй. Член КПСС.
С 1929 года — на хозяйственной, общественной и политической работе. В 1929—1971 гг. — рабочий, инженер деревообрабатывающего комбината на ж.-д. станции Жасле, партизан в Тракайском уезде, командир партизанского отряда «За Родину», первый секретарь Укмергского уезда, директор фабрики, председатель Кельмесского райисполкома, директор Кинтского рыбоперерабатывающего завода.
Избирался депутатом Верховного Совета СССР 3-го и 4-го созывов.
Умер в Вильнюсе в 1971 году.